# Байербрунн
Байербрунн (нем. Baierbrunn) — община в Германии, в земле Бавария. 
Подчиняется административному округу Верхняя Бавария. Входит в состав района Мюнхен.  Население составляет 2944 человека (на 31 декабря 2010 года). Занимает площадь 7,21 км².
Коммуна подразделяется на 2 сельских округа.